# Ютта Тюрингская (маркграфиня Мейсена)
Ютта Тюрингская (1184 — 6 августа 1235) — старшая дочь ландграфа Тюрингии Германа I и его первой жены Софии Зоммершенбург.

## Жизнь
В 1194 Ютта вышла замуж за ландграфа Тюрингии Германа I. У них было пятеро детей:
1. Гедвига (ум. 2 февраля 1249); муж: Дитрих IV, граф Клеве
2. Оттон (ум. 9 августа до 1214)
3. София (ум. 17 марта 1280); муж: Генрих I, граф фон Хеннеберг
4. Конрад, монах в монастыре Пересберг в Эрфурте в 1220
5. Генрих III Светлейший (21 мая/23 сентября 1218—1288), маркграф Мейсена и Нидерлаузица с 1221 года, ландграф Тюрингии и пфальцграф Саксонии с 1247 года.

После смерти мужа в 1221 году у Ютты был спор со своим братом Людвигом IV, ландграфом Тюрингии, относительно регентства её 3-летнего сына, Генриха III. 
В 1223 году Ютта вторично вышла замуж — за Поппо VII, графа фон Хеннеберг. У них был один сын:
1. Генрих I фон Хеннеберг (1224—1290)

Ютта умерла 6 августа 1235 года в Шлойзингене.